# Big Band Jazz de México
Big Band Jazz de México es una orquesta, fundada en 1999 por músicos de Ciudad de México interesados en la música jazz. La banda está dirigida por Ernesto Ramos con la coordinación general de Martín Ramos.

## Composición
La mayoría de los miembros son de la demarcación de Xochimilco y comenzaron sus estudios musicales en las bandas juveniles e infantiles. Muchos de ellos han estudiado profesionalmente en escuelas como la Escuela Nacional de Música, Conservatorio Nacional de Música de México, Escuela Superior de Música, la Escuela Libre de Música y la Escuela de Música del Sindicato Único de Trabajadores de la Música.
La banda está dirigida por Ernesto Ramos con la coordinación general de Martín Ramos. También forman parte de la misma José Ángel Ramos, Citlali Chávez, Gabriel Solares Ramos, David Ramos Nieto, Juan José López Ruvalcaba, Mario García Cruz, Juan Pedro Mendoza, entre otros. Teniendo de crooners principales a Karely Esparza y Rodolfo Loeza

## Repertorio
Su repertorio incluye estándares de jazz como Magic Flea, Manteca, Sister Sadie, Wind machine, Only You and Louisiana Sunday, junto a obras clásicas de Glenn Miller aunque también incorpora selecciones de tango, música latina e incluso música popular. También interpretan a compositores mexicanos como Agustín Lara, Eugenio Toussaint, y especialmente Armando Manzanero, con canciones como Cuando estoy contigo, Voy apagar la luz, Somos Novios and Como yo te amé. Otras canciones tocadas por la banda son Mucho corazón por Emma Elena Valdelamar y Se te olvida del compositor oaxaqueño Álvaro Carrillo.

## Trayectoria
La banda ha participado en varios festivales de jazz y ha encabezado sus propios eventos. Se ha presentado en el Auditorio Nacional en el evento anual Las lunas del Auditorio a partir del que se han grabado dos álbumes en vivo. Han encabezado espectáculos en el Auditorio Nacional durante ocho temporadas. También ha participado en el programa de televisión Acústico en el Canal 22 de México, así mismo en otros programas en el Canal 11 y Canal 13. Una de sus interpretaciones incluye una aparición conjunta con Armando Manzanero en el Festival Internacional Cervantino.

### Big Band Jazz de México & Friends
A partir de su disco titulado Big Band Jazz de México & Friends Vol. I, la Big Band Jazz de México ha colaborado y participado en shows en vivo con Aleks Syntek, Kalimba, Ha*Ash, Carlos Rivera, Samo, Natalia LaFourcade, Leonel García, Olá Onabulé, María León, Alexander Acha, Juan Solo, David Cavazos, Miguel Ríos, Brissia Mayagoitia, Carlos Macias, Miguel Ríos, Susana Zabaleta, Kika Edgar, Nadia, Aranza, Raúl Di Blasio, Armando Manzanero, Daniel Boaventura, Gualberto Castro, Ana Cirré, Aída y Carlos Cuevas, Miguel Ríos y  Chico O’Farrill Big Band.

### 20 Años
En 2019, la Big Band Jazz de México arrancó su gira "Big Band Jazz de México: Tour 20 Años", con un concierto emblemático que reunió artistas como Kalimba, Aleks Syntek, Rodolfo Muñíz, Daniel Riolobos III, Daiana Liparoti e Iván Caraza, en el que además se rindió homenaje a figuras que fallecieron ese año, como Camilo Sesto y José José.
Actualmente, la orquesta sigue de gira presentando su Tour 20 Años en diferentes ciudades de México y Sudamérica. Se espera culminar la gira en el 2020, en un evento que reunirá a los principales artistas que han acompañado a la banda en estos 20 años.

## Premios y reconocimientos
En 2018, las actrices Silvia Pinal y Amparo Garrido Arozamena, galardonaron a la Big Band Jazz de México en la ceremonia de los Premios Bravo, en honor a su trayectoria artística y a sus 20 años activos. En la ceremonia se entregaron otros reconocimientos, entre ellos al periodista Carlos Marín, a Elena Poniatowska y a Queta Lavat, entre otros.
En octubre de 2019, la Big Band Jazz de México fue galardona en las Lunas del Auditorio, como mejor espectáculo en vivo 2019, en la categoría Jazz y Blues, estando nominados con: Daniel Boaventura, Festival Internacional de Jazz de Polanco, Juan García Esquivel y Paté de Fuá.
En 2020, la Big Band Jazz de México fue homenajeada y recibió la distinción de Máximo Orgullo Hispano, otorgado por Las Vegas Walk of Stars. En la ceremonia, personalidades como: Benito Castro, Marco di Mauro, Ana Cirré, Carlos Peña, entre otros; acompañaron a la Big Band Jazz de México e interpretaron algunos temas en el escenario.

## Documental
La historia de la banda se recoge en el documental Resiliencia por una nota, dirigido por Luis Felipe Ferra.
El documental, recopila diferentes entrevistas con gente cercana a la Big Band Jazz de México, como Jazzamoart, Armando Manzanero, Ed Lorenz, Eugenio Toussaint, Mario Santos, entre otros y retrata el origen, desarrollo y consolidación artística de la orquesta. Así como los paradigmas entre el antiguo y nuevo jazz. La película dio pie a la realización de la Gira Cultural 2012 "Contagiemos a México de jazz" que se presentara por diferentes ciudades de la república mexicana. La banda sonora de la película es creación original de la orquesta.